# 新潟市水道局
新潟市水道局（にいがたしすいどうきょく）は、新潟県新潟市への上水の給水を行う新潟市の経営する地方公営企業である。
ただし、新潟東港工業地帯へは明和工業株式会社が給水事業を行っている。

## 施設

### 浄水場[2]
- 青山浄水場
  - 住所：新潟市西区青山水道1番1号
  - 南山配水場、内野配水場への送水と、直接の配水を受け持っている。
- 信濃川浄水場
  - 住所：新潟市江南区祖父興野160番地1
  - 1957年（昭和32年）度に通水した鳥屋野浄水場の代替施設として、2005年（平成17年）度に通水した最も新しい浄水場である。
- 阿賀野川浄水場
  - 住所：新潟市江南区横越上町1丁目1番1号
  - 1974年（昭和49年）度の第1期建設で通水を開始し、1977年（昭和52年）度に第2期建設を完了した。
- 満願寺浄水場
  - 住所：新潟市秋葉区満願寺474番地
  - 阿賀野川より取水し、浄水場からの直送のほか、二本松配水場・秋葉配水場・長峰配水場・金津配水場・松ヶ丘配水場を経由し、新津地区・小須戸地区へ上水道を供給している。
- 戸頭浄水場
  - 住所：新潟市南区戸頭228番地1
  - 1973年（昭和48年）度に通水を開始した施設。信濃川の支流中ノ口川より取水し、白根地区・味方地区・月潟地区へ上水道を供給している。
- 巻浄水場
  - 住所：新潟市西蒲区鷲ノ木1185番地
  - 信濃川の支流西川より取水し、稲島配水場・岩室配水場・間瀬第1配水場を経由し巻地区・岩室地区へ上水道を供給している。

### 配水場
- 南山配水場

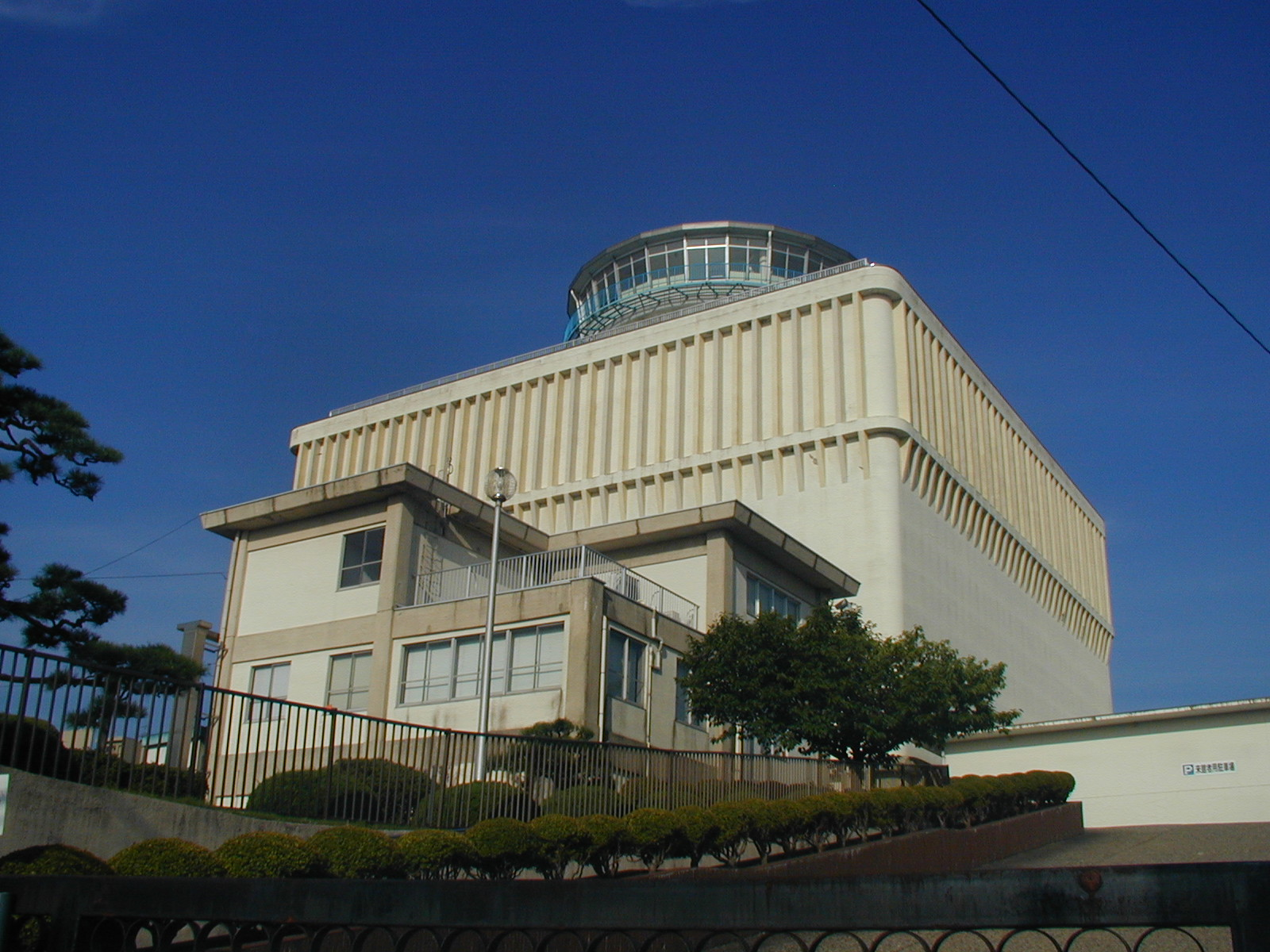
南山配水場

- 内野配水場、竹尾配水場、南浜配水場、内島見配水場、秋葉配水場、長峰配水場、二本松配水場、金津配水場、松ヶ丘配水場、稲島配水場、岩室配水場、間瀬第1配水場

### 取水場
- 信濃川取水場、巻取水場

### 本局・事業所・営業所[3]
- 本局・中央事業所、北営業所、西蒲営業所、秋葉営業所

## 沿革[4]
- 1894年（明治27年） - 市が内務省顧問技師のバルトンに水道敷設の調査を委託。工事費が巨額であったため、このときは水道敷設計画の実現に至らず。
- 1900年（明治33年）- 市が上水道布設調査委員会を設置。再度、水道敷設の調査及び設計を行う。
- 1906年（明治39年）- 市が国に対し水道敷設計画を申請。
- 1907年（明治40年）- 市の水道敷設計画に対し国から許可が下りる。計画における給水人口は約65,000人[5]、事業費は約110万円[6]であった。
- 1908年（明治41年）- 市が水道部を設置、工事を開始。
- 1910年（明治43年）- 水道が開設される[7]。
- 1928年（昭和3年）- 第1回拡張事業が開始される。市勢発展に伴う水需要増大への対応のため。拡張により、給水人口は115,000人、一人一日あたり最大125リットルの給水を行うことが見込まれていた。
- 1931年（昭和6年）- 第1回拡張事業完了。寺地取水所及び青山浄水所を新設し、水道水の塩素消毒を開始した。
- 1948年（昭和23年）- 第2回拡張事業が開始される。戦災を免れたことによる人口増を理由とする水需要増大への対応のため。拡張により、給水人口は150,000人、一人一日あたり最大185リットルの給水を行うことが見込まれていた。
- 1951年（昭和26年）- 第2回拡張事業完了。
- 1952年（昭和27年）- 地方公営企業法公布を受け、水道局発足。
- 1955年（昭和30年）- 第3回拡張事業が開始される。鳥屋野浄水所の新設、配水管敷設などを行う。拡張により、給水人口は225,000人、一人一日あたり最大300リットルの給水を行うことが見込まれていた。
- 1963年（昭和38年）- 第3回拡張事業完了。第4回拡張事業が開始される。給水人口は500,000人、一人一日あたり最大600リットルの給水を行うことが見込まれていた。
- 1964年（昭和39年）- マグニチュード7.5の新潟地震が発生、停電による配水ポンプの停止や配水管の破壊[8]などにより市内全域で断水。3か月後に復旧。
- 1978年（昭和53年）- 第4回拡張事業完了。南山配水場と阿賀野川浄水場を新設。
- 1979年（昭和54年）- 水質管理センターを新設。
- 1992年（平成4年）- 第5回拡張事業完了。竹尾配水場を新設。
- 2005年（平成17年）- 信濃川浄水場を新設。

## 経営状況
平成27年度の経営状況は以下の通り。
- 水道事業会計
  - 営業収益15,758百万円、営業費用13,613百万円
  - 純利益2,008百万円の黒字。
  - 企業債残高44,467百万円。